# 王桂英
王桂英（1972年2月—），女，汉族，山东烟台人，中华人民共和国政治人物。經濟學博士丶现任山东省人民政府副省长，致公党中央常委，致公党山东省委主委。